# بنجامين دوايت ألين
بنجامين دوايت ألين (بالإنجليزية: Benjamin Dwight Allen)‏ هو ملحن أمريكي، ولد في 16 فبراير 1831 في ماساتشوستس في الولايات المتحدة، وتوفي في 4 مارس 1914.

## وصلات خارجية
- بنجامين دوايت ألين على موقع ميوزك برينز (الإنجليزية)